# Denise Klecker
Denise Klecker (Mainz, 26 de enero de 1972) es una exjugadora alemana de hockey sobre césped.

## Trayectoria
Klecker tuvo su primera participación olímpica en Sídney 2000. En los Juegos Olímpicos de Atenas 2004 derrotó a China en semifinales, a Países Bajos en la final y ganó la primera medalla de oro de la selección alemana.